# Tesarius caelatus
Tesarius caelatus är en skalbaggsart som beskrevs av Leconte 1857. Tesarius caelatus ingår i släktet Tesarius och familjen Aphodiidae. Inga underarter finns listade i Catalogue of Life.